# Bloomington (Minnesota)
Bloomington é uma cidade localizada no estado americano do Minnesota, no Condado de Hennepin.

## Geografia
De acordo com o United States Census Bureau, a cidade tem uma área de 99,5 km², onde 89,8 km² estão cobertos por terra e 9,7 km² por água.

### Localidades na vizinhança
O diagrama seguinte representa as localidades num raio de 12 km ao redor de Bloomington. 

## Demografia
Segundo o censo nacional de 2010, a sua população é de 82 893 habitantes e sua densidade populacional é de 922,9 hab/km². É a quinta cidade mais populosa do Minnesota. Possui 37 641 residências, que resulta em uma densidade de 419,07 residências/km².